# 1300年代
1300年代（せんさんびゃくねんだい）は、
- 西暦（ユリウス暦）1300年から1309年までの10年間を指す十年紀。本項で詳述する。
- 西暦1300年から1399年までの100年間を指す。14世紀とほぼ同じ意味であるが、開始と終了の年が1年ずれている。

## できごと

### 1301年
- カイドゥ、カラコルムを攻め敗死。

### 1302年
- 三部会に起こる（フランス王国）。

### 1303年
- ボニファティウス8世によってローマ大学創立される。
- アナーニ事件。

### 1306年
- チャガタイ・ハン国のドゥア、オゴデイ・ウルスを滅ぼす。

### 1309年
- ローマ教皇、アヴィニョンに移る（〜1377年）。